# Astragalus pish-chakensis
Astragalus pish-chakensis är en ärtväxtart som beskrevs av Maassoumi. Astragalus pish-chakensis ingår i släktet vedlar, och familjen ärtväxter. Inga underarter finns listade i Catalogue of Life.